# Diminichiu alb
Diminichiu alb este un vechi soi românesc de struguri albi care face parte din același sortogrup cu Diminichiu roz. Se cultiva în special în Dobrogea fiind un soi foarte productiv care dădea vinuri de masă cu fructuozitate.